# Мексиканські стінописи

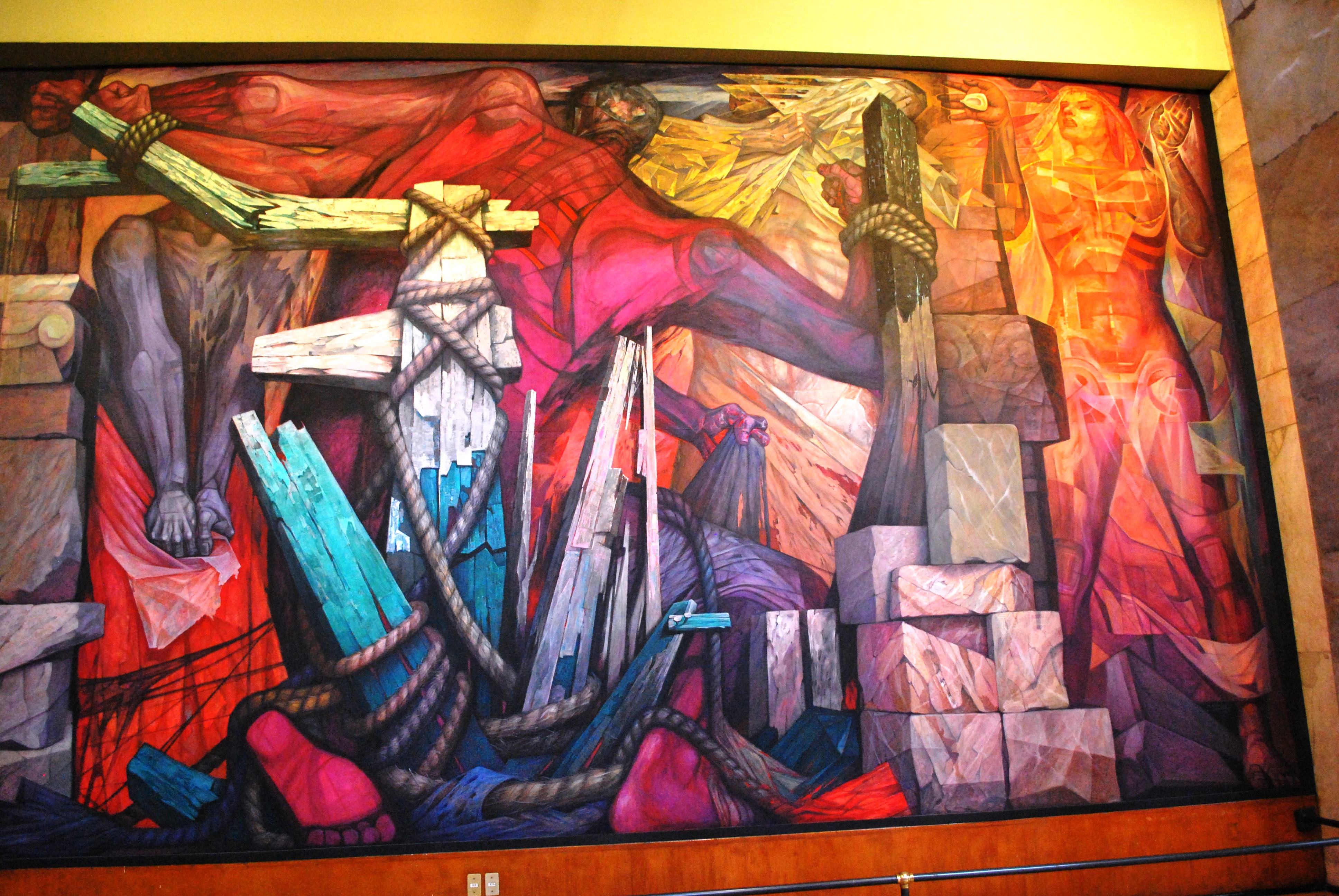
Худ. Хорхе Гонсалес Камарена, стінопис «Звільнення», 1963 р., Палац красних мистецтв, Мехіко.

Мексиканські стінописи або мексиканський муралізм або монументальний живопис Мексики — яскравий художній феномен культури Мексики у ХХ ст., котрий мав значний вплив як на мистецтво країни, так і на мистецтво інших країн Латинської Америки. Монументальний живопис Мексики мав ансамблевий характер і співіснував з архітектурою, скульптурою та ландшафтним будівництвом.

## Історія

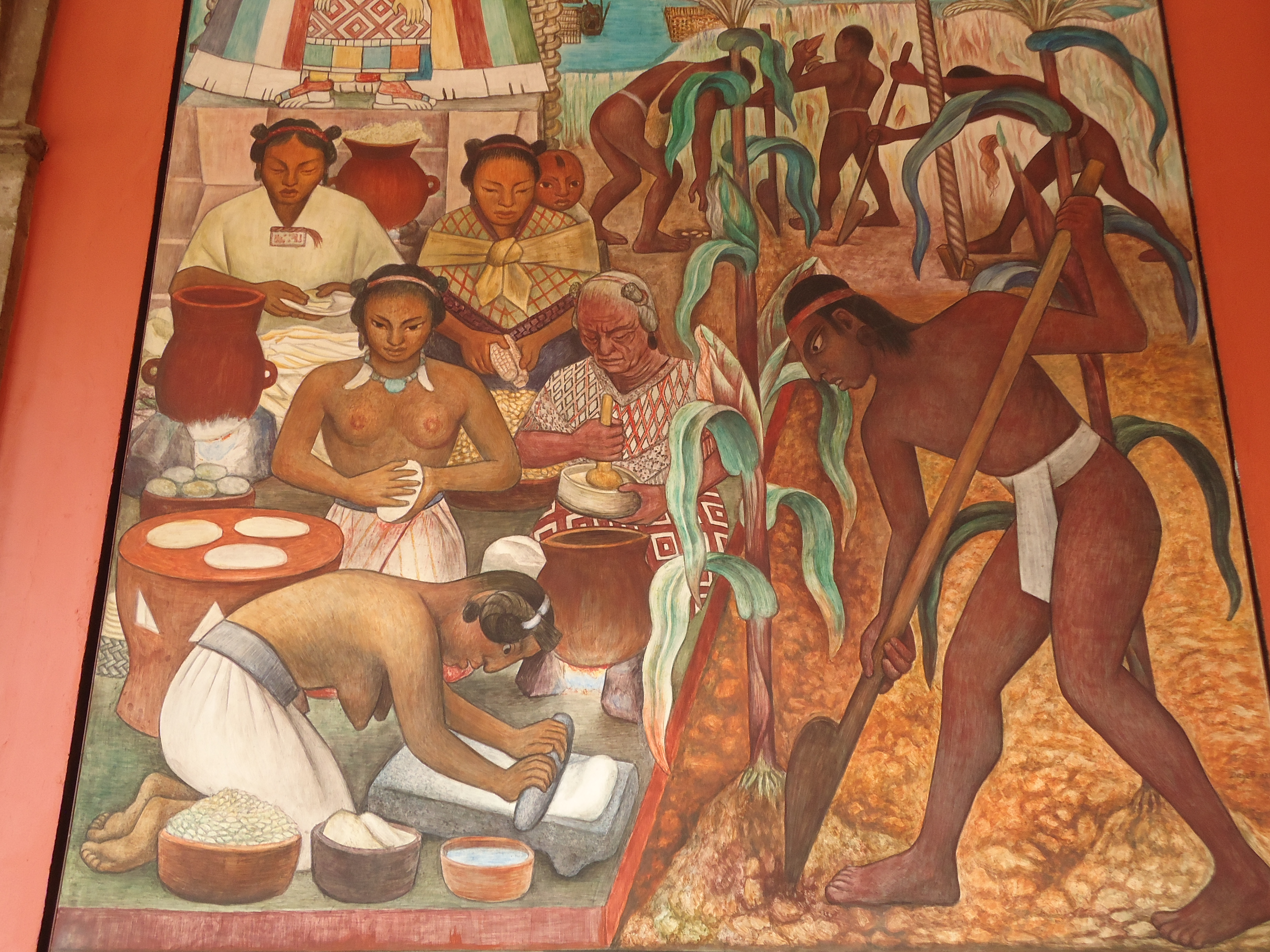
Дієго Рівера. Вирощування і обробка маїсу, деталь стінопису.

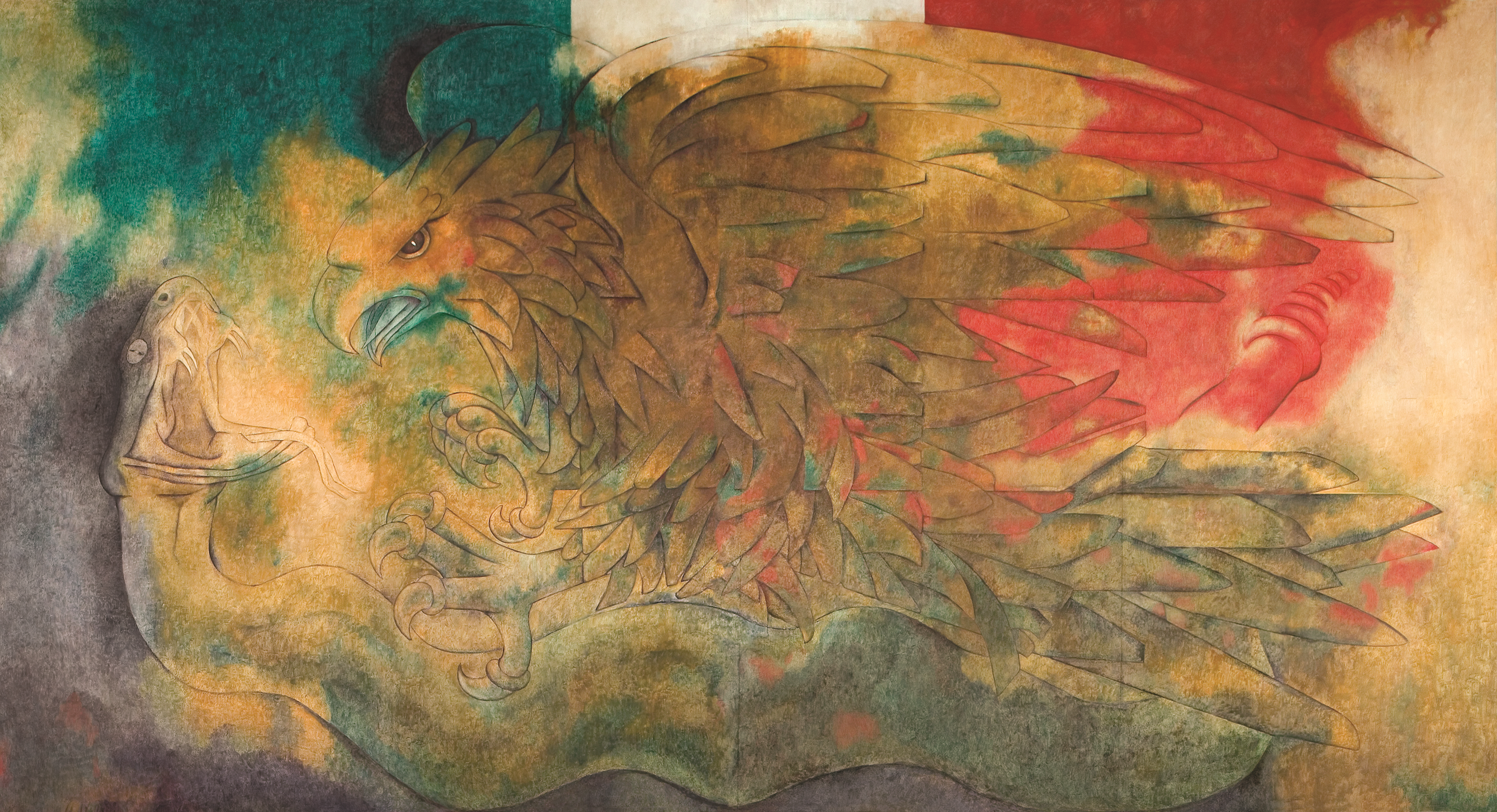
Фернандо Кастро Пачеко, «Довічна боротьба» або герб Мексики.

Монументальний живопис Мексики 20 століття виник на хвилі революційних подій 1910–1917 рр. і реформаторських зрушень першої половини 20 ст. Якщо офіційне мистецтво Мексики зламу 19-21 ст. було охарактеризоване як «суміш пишності і продажності», то нові зрушення в мистецтві Мексики швидко перетворились в нову мистецьку течію, яскравий художній феномен культури Мексики, котрий реформував монументальне мистецтво і втяг у власний вир національні архітектуру, скульптуру, ландшафтне мистецтво тощо.
1906 р. в країну із Західної Європи повернувся науковець і художник доктор Атль (Герардо Мурільйо, котрий прийняв нове індіанське ім'я Атль, з ацтекської «Вода»). Нова мистецька течія завдячує йому теоретичним підґрунтям зрушень в мистецтві. Доктор Атль (1875—1964) звернувся до студентства з програмою-маніфестом для створення нового мексиканського живопису. Знавець старовинного мексиканського мистецтва доколоніального періоду і сам художник, він закликав до появи «величного стінопису», враховуючи досягнення національного минулого та прикладу досягнень доби італійського відродження. Нестерпне бажання перевести теоретичні настанови в практику призвели до створення вже в жовтні 1910 р. так званого Художнього центру в столиці. Студенти підтримали свого натхненика і навіть отримали для стінописів мури амфітеатру Національної підготовчої школи. Але в Мехіко розпочалась революція і перші спроби новітніх стінописів залишились нереалізованими. Учні школи підтримали революцію і організували власний страйк. Але дискусії щодо академізму та імпресіонізму обірвав військовий переворот. Генерал Вікторіано Уерто захопив владу в країні і розпочав репресії. В столиці було вбито понад 1 000 осіб, а частка активістів була вимушена емігрувати, частка — пішла волонтерами в повстантську армію генерала Обрегона. В лавах армії перебували Хосе Клементе Ороско (1883—1949), Ромеро, Пачеко, дель Куева та ін., майбутні мексиканські монументалісти. З 1913 р. в газеті «Авангард», котру редагував доктор Атль, почали друкувати малюнки Ороско, котрі склали згодом графічну серію «Мексика в революції». Митці-вояки, котрі опинились в місті Орісаба, почали друкувати новітні плакати революційної тематики, що отримали назву «паперові мураль (паперові стінописи)». Тому виникла назва нової мистецької течії — муралізм. Новими плакатами заклеювали стіни на великій площі, що справляло враження стінописів чи фресок.
Дещо пізніше стало зрозуміло, що новий мексиканський живопис («муралізм»), тісно пов'язаний з політикою та демократичними реформами в країні, значно випередив у власному розвитку і національну літературу, і національне кіно, і національну драматургію Високий якісний рівень монументального живопису підтримала хіба що національна графіка. Бо другим натхненником революційних мексиканських художників був графік Хосе Гвадалупе Посада (1851—1913) та його графічні твори.

## Політичні події і муралізм

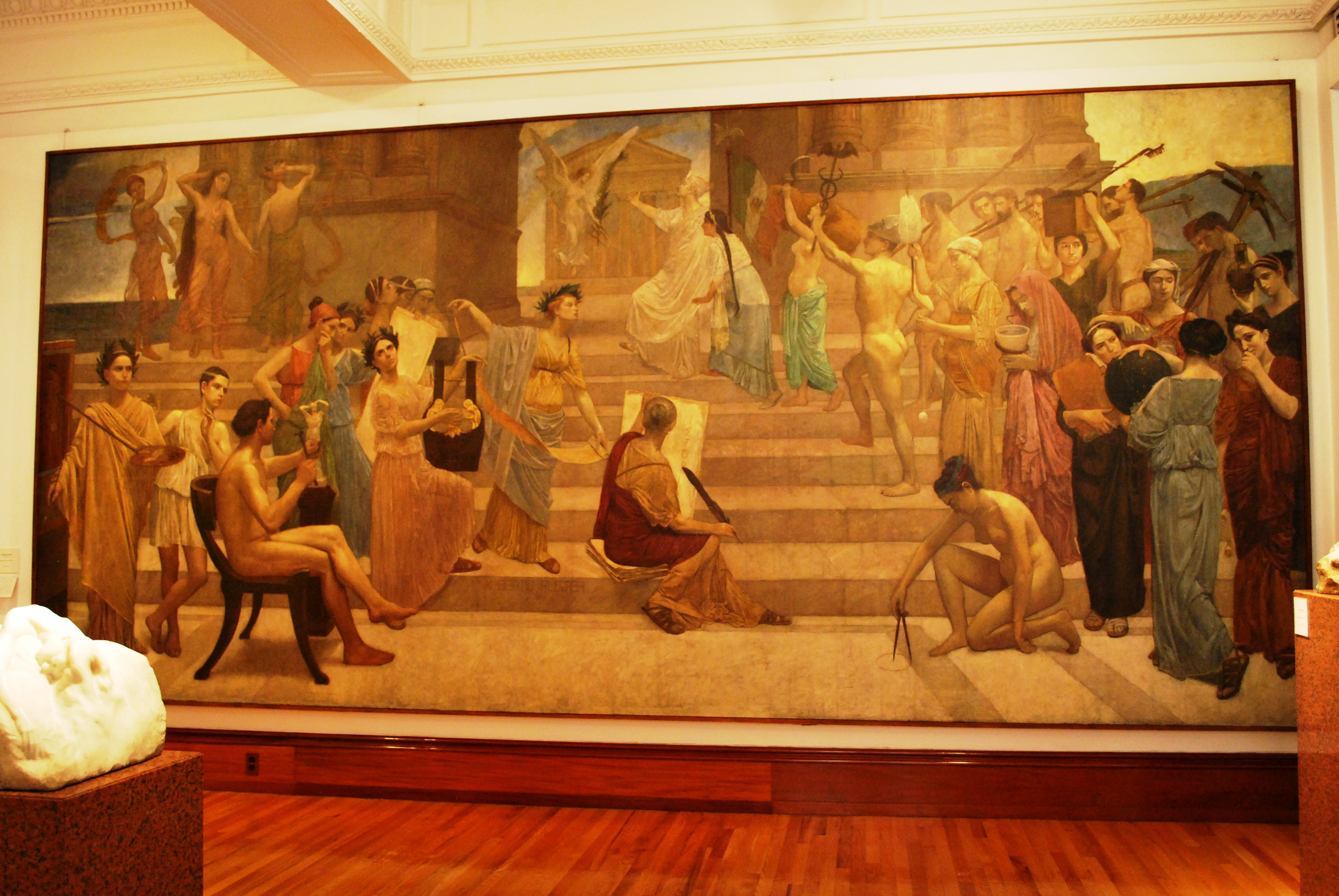
Худ. Альберто Фустер (1870—1922. Стінопис «Апофеоз мирного життя»

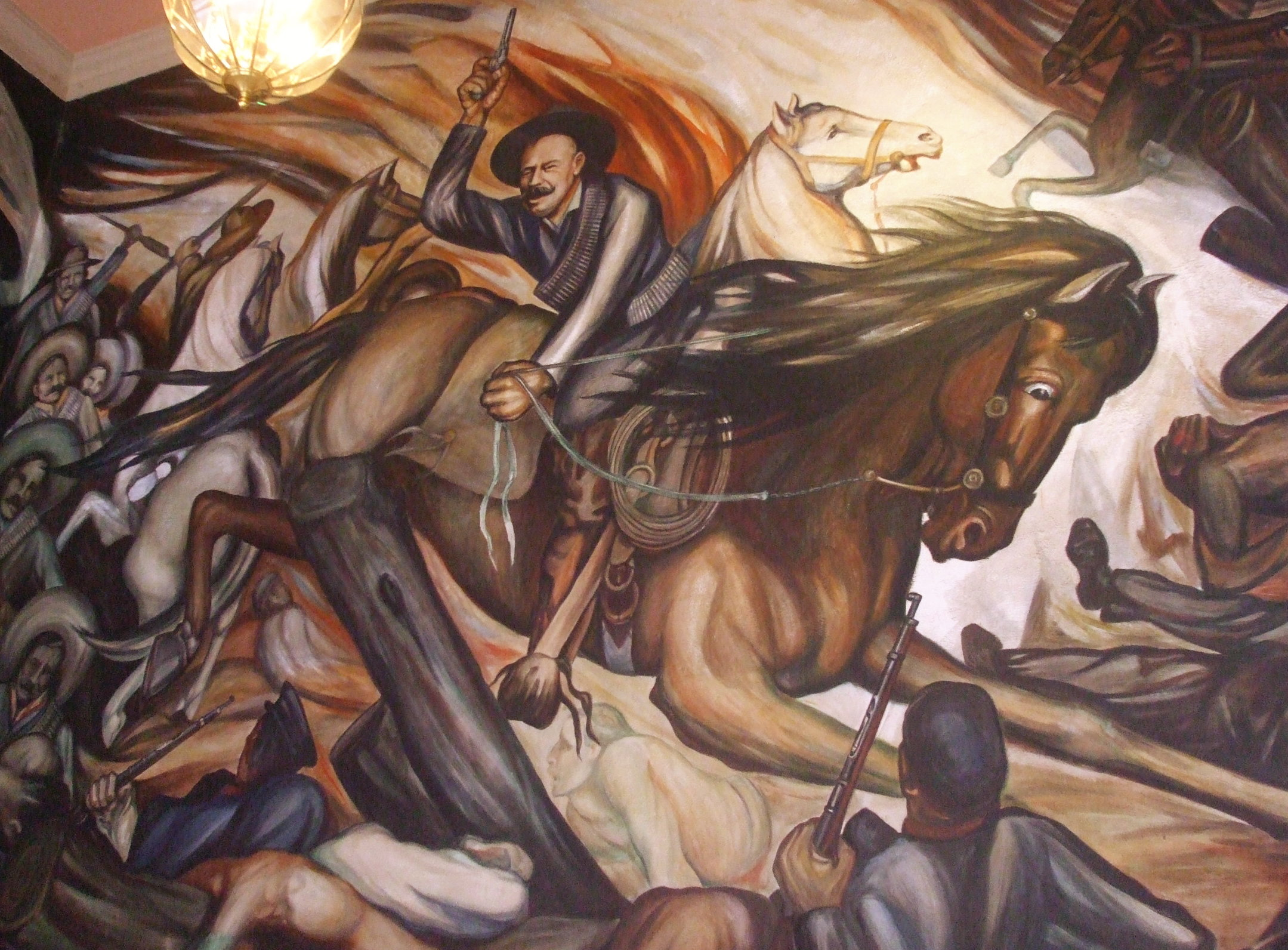
Панчо Вілла.

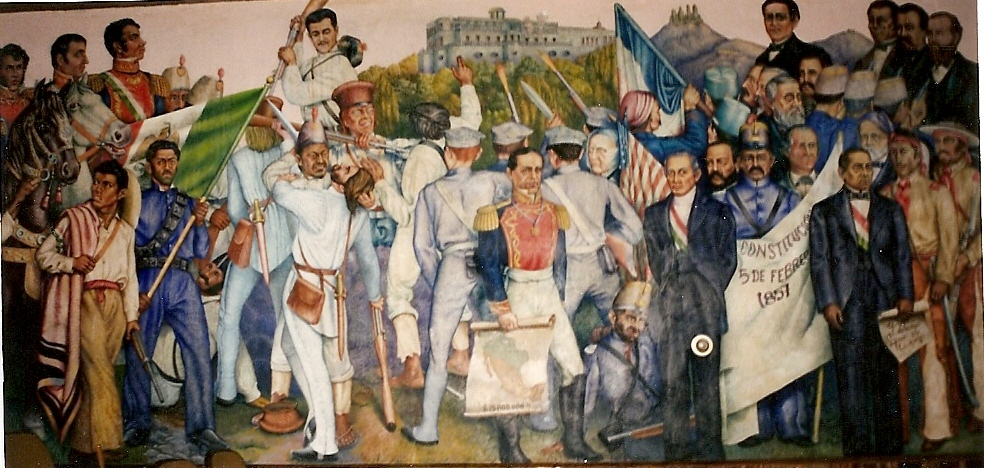
Мексикано-американська війна 1937—1939 рр.

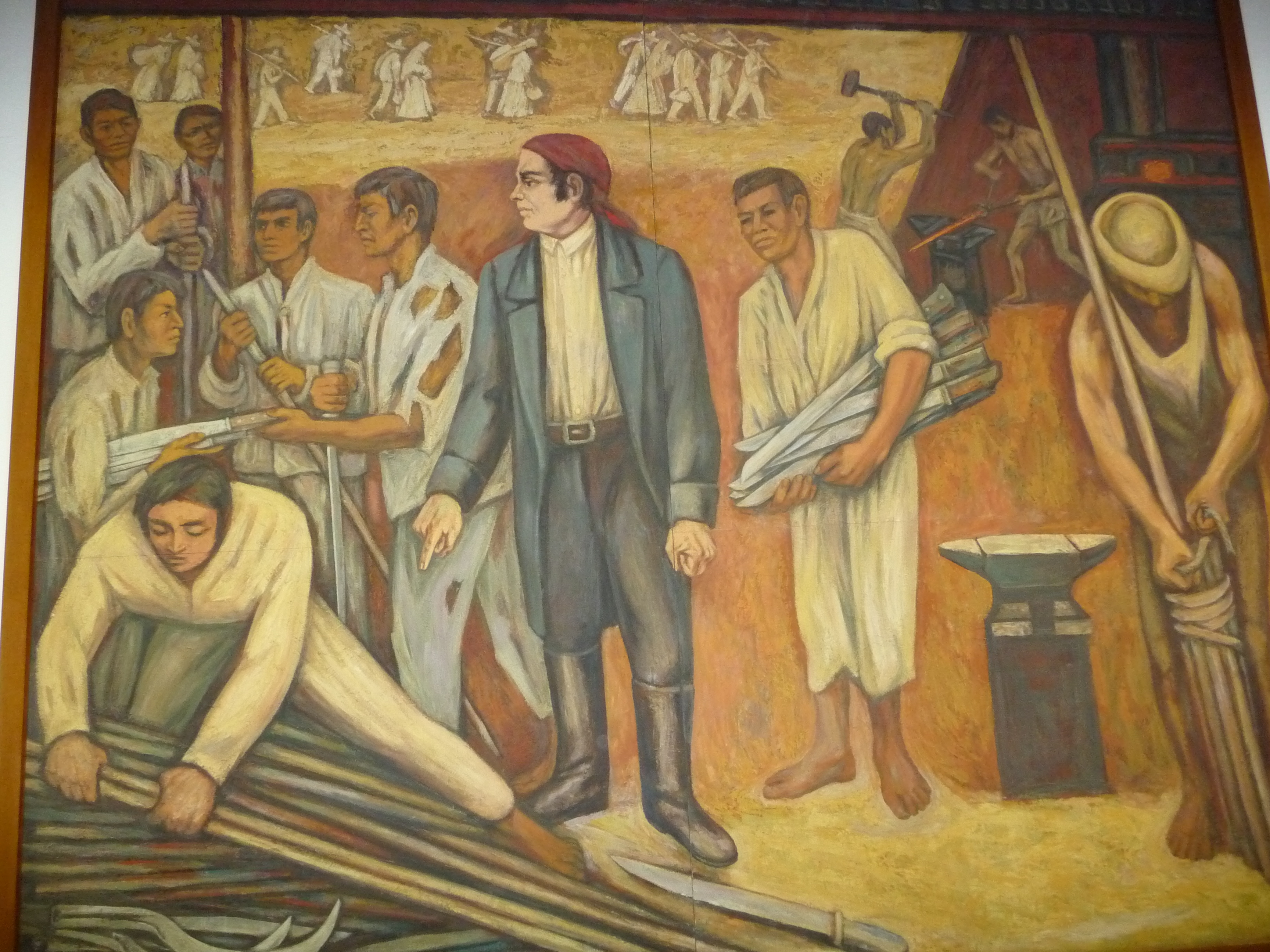
Реформи в муралізмі

Поява монументального живопису, зверненого до широких мас Мексики, була дещо несподіваною. Адже в країні не існувало сталої традиції монументального живопису, і суспільно значущих фресок чи стінописів впродовж 19 та на початку 20 ст. не було. Якщо і виникали окремі зразки, то мали алегоричний і пустопорожній характер на зразок стінопису Альберто Фустера «Апофеоз мирного життя» з римськими богами в стилі холодного академізму.
Ситуцію погіршувало і незнання оригінальних індіанських фресок доколумбового періоду. Початок муралізму пов'язують в 1920-ми роками, тоді як уславлений комплекс фресок Бонампака (на півострові Юкатан) був відкритий дослідниками на 20 років пізніше, в 1940-ві.
Порубіжним періодом став злам 19-20 ст. 1876 року генерал Порфіріо Діас (1830—1915) наважився на військовий переворот, розбив військо попереднього уряду, захопив Мехіко и загарбав державну владу в свої руки. 1877 р. державний конгрес під військовим примусом обрав його президентом країни. 1881 р. узурпатор Порфіріо Діас втратив президентство на один термін, але 1884 р. повернув собі владу, котру силомиць уртимував двадцять сім (27) років до своєї поразки у 1911. Цей період і отримав назву порфірізм. Генерал Діас запровадив гасло «менше політики, більше управління», в реальності ж проводив політику примітивного, практично військового адміністрування, панувало підозріле і нестерпне ставлення до будь-яких виявів самостійності в суспільному житті, індивідуалізму чи критики його режиму. Абсолютну владу диктатора продажна пропаганда представляла гарантією стабільності в країні, справедливості устрою і прогресу. Так, мексиканська економіка таки отримала шанси швидкого розвитку через напіввійськове управління і експлуатацію дешевої робочої сили та природних ресурсів. Почалось швидке будівництво залізниць та телеграфних ліній, виникли нові підприємства та банки в аграрній до того країні. Мексика нарешті стала економічно спроможною державою, отмала закордонні кредити. Але всі економічні переваги стосувались лише привілейованих верств населення, заможних містян та землевласників. Офіційні теоретики диктатора оголосили, що Мексика буде керована креольскою елітою, а метиси та індіанці підлягали лише керуванню.
Генерал Діас необережно допустив до чергових виборів опозиційні партії. Але знову перебрав владу на себе, а в країні розпочав репресії. Головним політичним противником Діаса був Мадеро, сам син багатія-землевласника. Той емігрував до США, використав невдоволення диктатурою та репресіями і підняв бунт 20 листопада 1910 р. Диктатура утримувалась у влади до травня 1911 р., але Діас втратив підтримку уряду і військових і тайємно емігрував з країни. В листопаді 1911 р. Мадеро був обраний президентом. А в Мексиці набула міці революція.
Була проведена реорганізація армії та правлячої партії. Президент Ласаро Карденас (1895—1970) значно прискорив проведення аграрної реформи и роздав селянам земель більше, ніж всі президенти-попередники разом. До 1940 р. ехідо (кооперативні селянські господарства) вже мали понад 50 відсотків орних земель Мексики. Були відроджені профспілки на підприємствах. Проводилась ліквідація неписьменності і кампанії надання освіти, особливо помітні серед індіанців країни. Свого вищого щаблю реформи досягли 1938 р., коли президент Карденас націоналізував майно нафтових кампаній Сполучених Штатів та Великої Британії в країні.

## Індихенізм

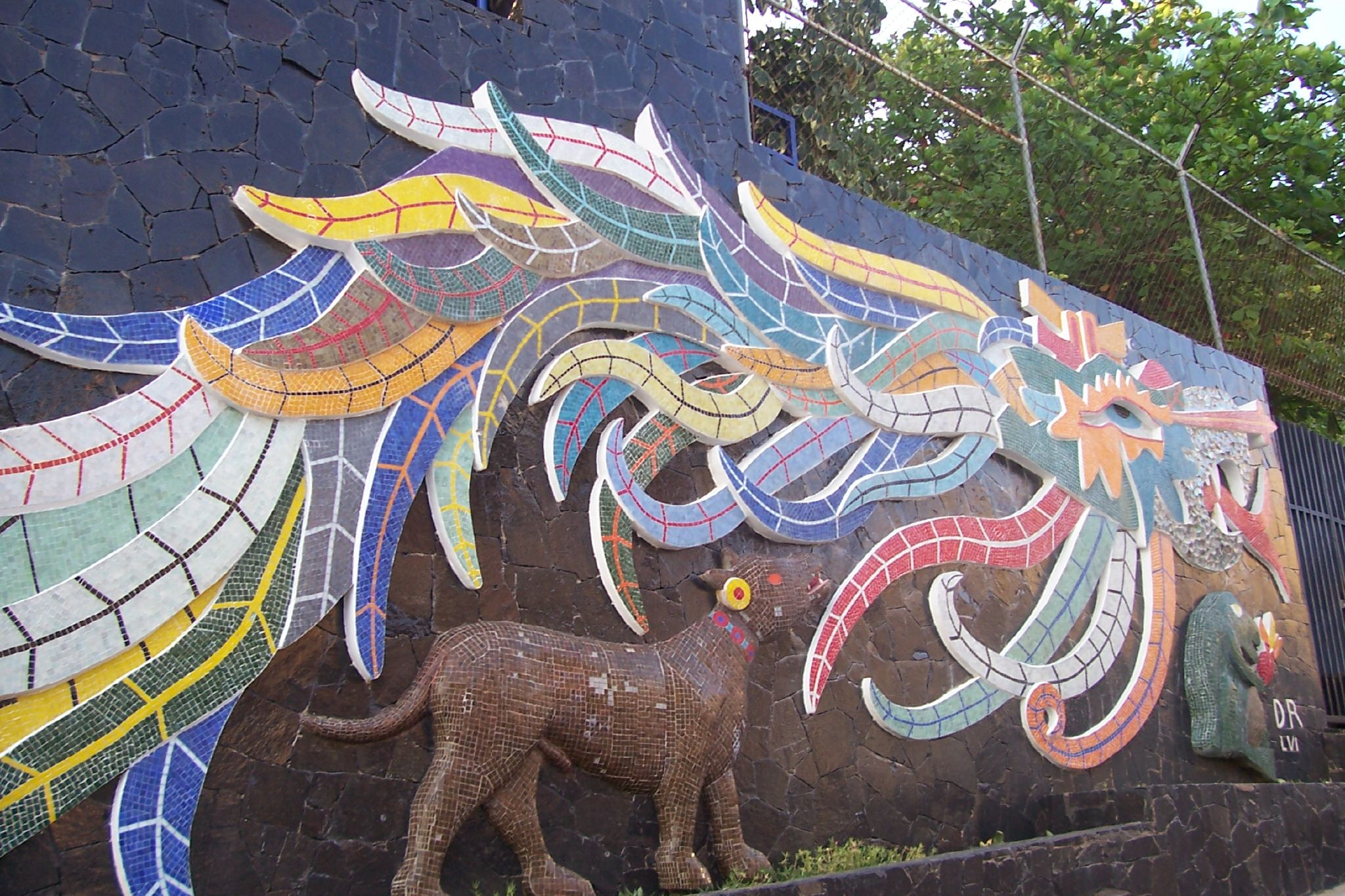
Мозаїка «Кецалькоатль» в Акапулько.

Мексиканский монументальний живопис — став таким чином породженням революції та її літописом. Монументальному живопису (і дещо менше національній графіці) припало на долю зафіксувати головні події політичної і революційної боротьби в Мексиці, показати наслідки, здобутки і поразки, протиріччя революции 1910—1917 років, віднайти і показати образ нового мексиканця з народу, індіанця чи метиса. Пристрасним зверненням до цього нового героя доби і став мексиканський живопис. Монументалісти робили спроби художніми засобами пояснити цьому герою, часто неписьменному, неправедність багатства, зосередженого в руках лише багатіїв, неправедність існуючого суспільного і політичного устрою, можливість перебудови суспільства на гуманних принципах. Саме тоді народився індихенізм — новітня течія в латиноамериканській культурі 20 ст., котра відбила і нову хвилю зацікавленості в національному минулому (перш за все доколумбового періоду), в його фольклорі і сучасній культурі, зацікавленості в його життевих проблемах та побутуванні. Мексиканський монументальний живопис почав враховувати культурні здобутки минулого індіанців, здобутки минулого монументального мистецтва Європи та знахідок майстрів модернізму.

## Муралізм і техніки виконання

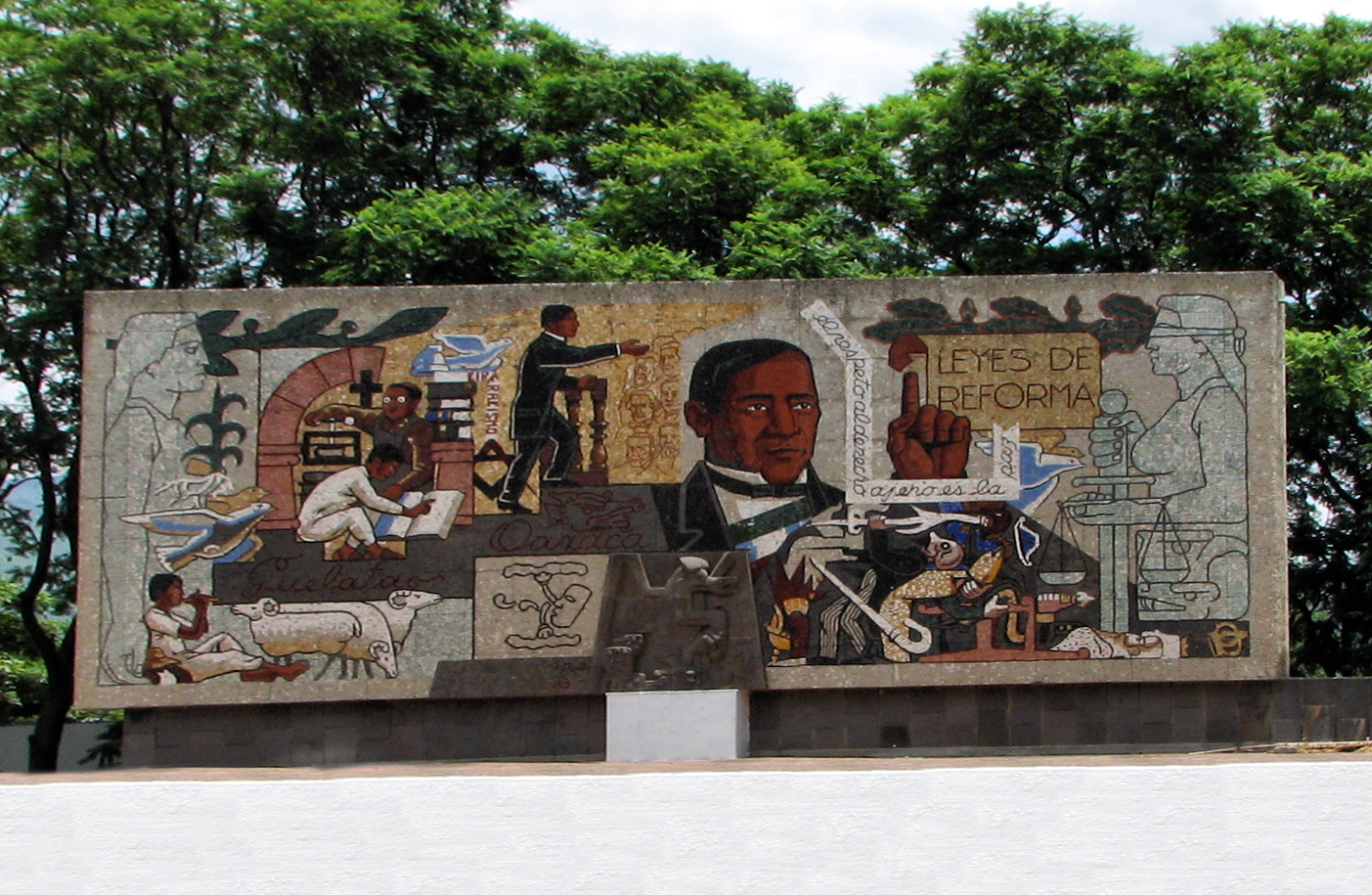
Художник Беніто Хуарес. Оахака. Мозаїка

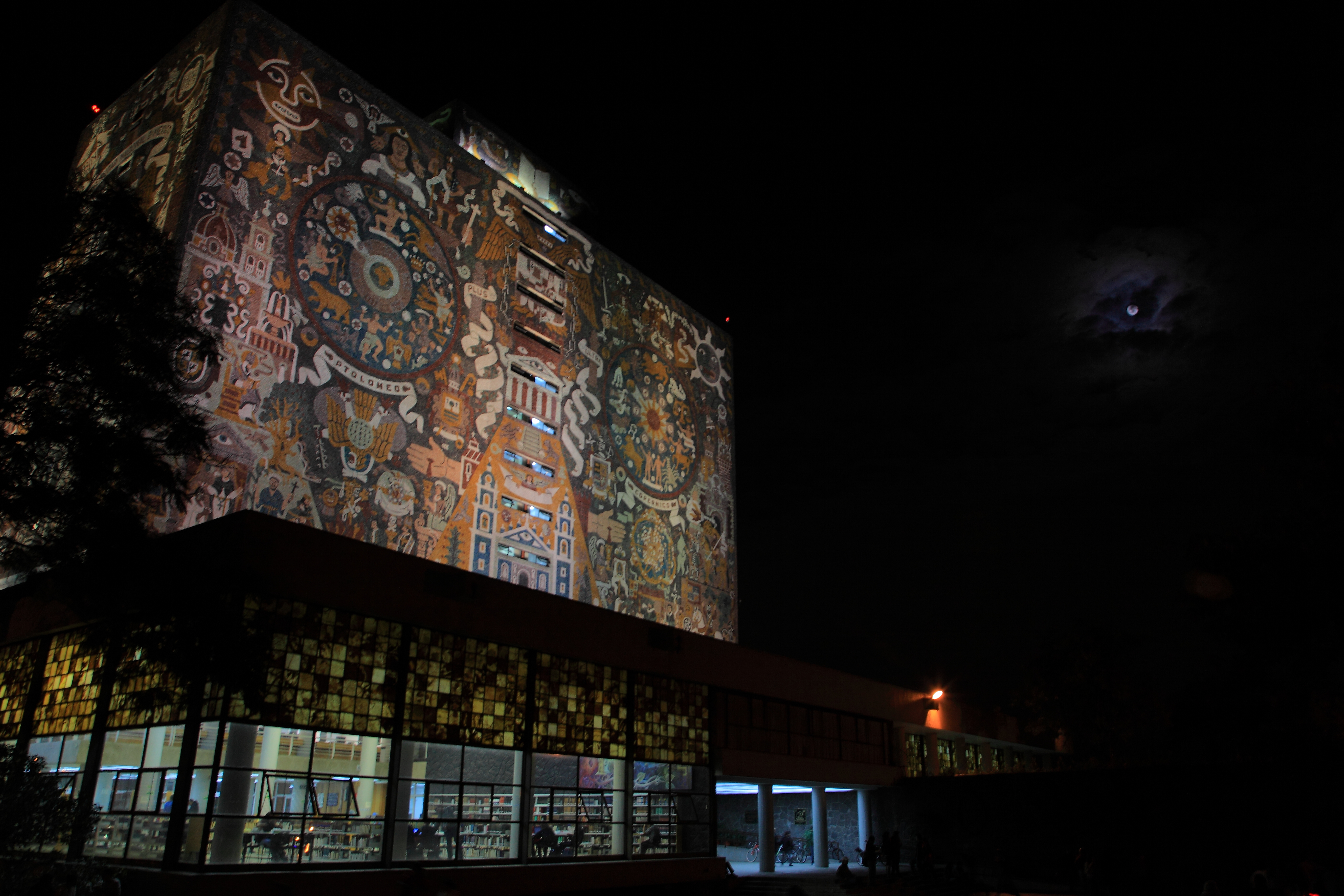
О'Горман, мозаїка на фасаді Центральної бібліотеки Національного університету, 1951—1953 рр. Мехіко.

На різних етапах мексиканський монументальний живопис використовував різні техніки. Так, Дієго Рівера, котрий повернувся із Західної Європи, привіз і європейські технології. Він використовував як звичну для європейців фреску по вологому ґрунті, так і енкавстику. Перший монументальний твір Рівери в Мексиці — стінопис «Світопобудова» був створений ним у 1921–1922 рр. в техніці енкавстика та на золотому тлі. Стало зрозуміло, що ця техніка елітна і для масового мистецтва не придатна. Не придатною була і західноєвропейська художня алегоричність. Місцеві майстри знайшли власну образну систему, де компромісно поєднали релігійні образи з образами реальним. Так, у Сікейроса — «Мадонна» ставала втіленням індіанського материнства, а «Христос-руйнівник» чи античний герой Прометей у Хосе Клементе Ороско — особами, котрі виправдовували злам і руйнації капіталізму та негаразди революційних перебудов (Ороско, «Прометей», фреска в Памона коледжі, США, 1930 р.).
Примітивними були і первісні знання технологій створення монументальних розписів у більшості муралістів. Практично аматори, вони віднайшли в Національній бібліотеці трактат італійця Ченніно Ченніні. Але не всі тези італійця зрозуміли, бо не знали архаїчного італійського діалекту. Справі допоміг художник Герреро, він пригадав засоби праці власного батька-маляра, котрий фарбував кухні в народних помешканнях. Мексиканська техніка фресок відрізнялась від старовинної італійської, наприклад, тим, що в суміш фарб додавали сік кактуса «нопаль». Технічні навички новачків підправив і художник Шарло, котрий навчався в Європі. Але технічний бік створення стінописів і фресок тривалий час залишався недосконалим. Тому велика частина первісних зразків фресок і стінописів перебуває в незадовільному чи поганому стані і потребує фіксації і реставраційних втручань.
Митці мексиканського монументального живопису часто відмовлялись від довгого пророблення майбутнього сюжету в ескізах і попередніх малюнках. Згодом новими стали і фарби, низка митців використовувала яскраві емалі і фарби для автівок, котрі розпилювали аерографами на стіни, а не наносили пензлями. Це дозволяло працювати надзвичайно швидко, експресивно і вкривати живописом значні площі у відносно короткий термін.
Відверто експериментальний характер мав монументальний живопис Хосе Клементе Ороско. Він не зупинявся перед традицією створення фресок в старовинних спорудах чи використанні кольорів. Так, фрески бібліотеки Ортиса в місті Хікілпан взагалі виконані лише в чорно-білих тонах в 1940 р. Майстер наче пригадав сюжети і теми власних ранніх малюнків серії «Мексика в революції». Того ж 1940 року він продовжив експериментальний характер з фресками і створив пересувну фреску «Бомбардувальник-літак у піке», взагалі позбавивши фреску фіксації на стіні. Це прирівняло фреску до актуального політичного плакату. Вона була створена на замову Музею сучасного мистецтва в Нью-Йорку і була гнівним відгуком художника на початок війни фашистської Німеччини проти Франції.
Ще раніше, в 1922–1924 рр. Ороско привніс у фрески карикатуру і гнівну сатиру, створивши цикл «Прибічники реакції» (Галерея Великого двору Національної підготовчої школи, другий поверх), аналогів яких неможливо знайти ні в мистецтві Європи, ні в мистецтві Мексики.
Серед експериментів з фресками останніх років Ороско — твір, котрий Ороско назвав «Національна алегорія». Але не варто шукати в ній алегорію європейського зразка. Основою слугував заокруглений бетонний мур літнього театра просто неба при Національній школі вчителів в Мехіко. Театр вибудував архітектор Пані 1947 року, а стінопис 1948-го створив Ороско. Алегорія формально розбита на дві частини. «Стару Мексику» уособлює вмурований в стіну архітектурний портал розібраної барокової церкви колоніального періоду. «Нову Мексику» уособлює геометричний стінопис із повною відмовою від якогось сюжету і фігур взагалі. Це чистий абстракціонізм в контрасті з бароковим порталом, як відбиток чи то розчарування художника в дійсності, чи то спробою створити зарозумілу авангардну композицію.
В Мексику 20 століття прийшли бетон, скло, сталь і функціоналізм. Оголені поверхні стін, часто позбавлені хоч якогось декору в спорудах функціоналізму, швидко стали полем для новітніх стінописів, тим більше, що в смаках мексиканців переважали ретроспективізм і необарокові тенденції. Оголені поверхні стін бетонних офіційних установ, автобусних зупинок, офісів, житлових багатоповерхівок, паркових споруд ставали новими художніми майданами для творчих акцій як професійних художників, так і аматорів.
Мозаїки. Повернення в монументальну практику мозаїк теж належить Дієго Рівері. В Теотіуакані добре збереглися піраміди Сонця та Місяця. Колись вони були вкриті килимом мозаїк із простим геометричним візерунком. Цей принцип був повністю перенесений на фасад Центральної бібліотеки Національного університету Мехіко, де мозаїка без жодного проміжку вкриває всі чотири фасади фондосховища. За попереднім проектом схожість була би ще більшою, бо архітектор Хуан О'Горман наполягав на побудові бібліотеки у вигляді індіанської піраміди, всю геть вкритої мозаїками. Але нефункціональність пірамідальної форми, її відвертий анахронізм сприяли відхиленню такого проекту і його замінили на типову форму в стилі функціоналізму. І лише завеликий кошторис мозаїчних робіт на цементному розчині стримує широке використання смальтових мозаїк в муралізмі.

## Ансамбль університетського містечка в Мехіко

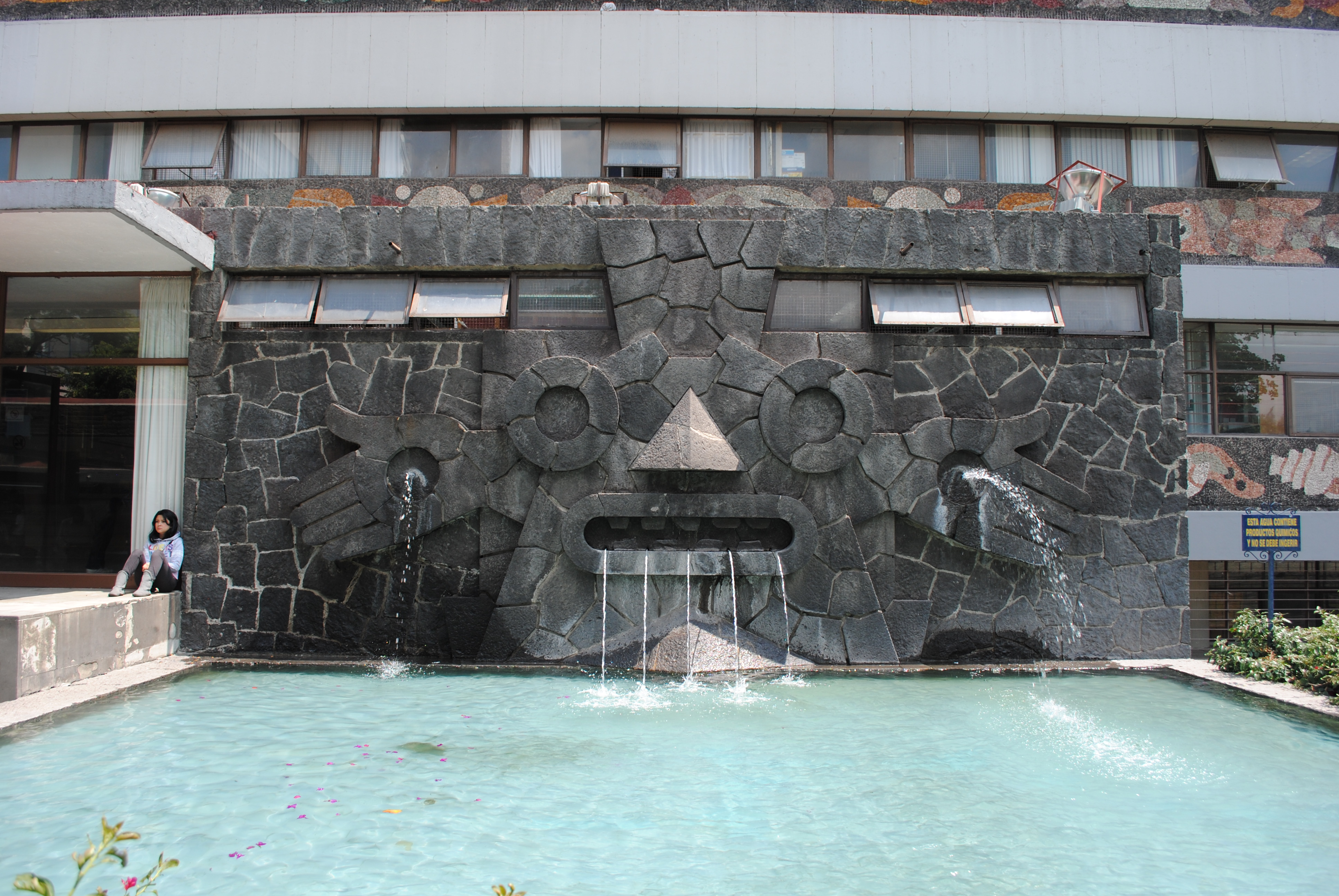

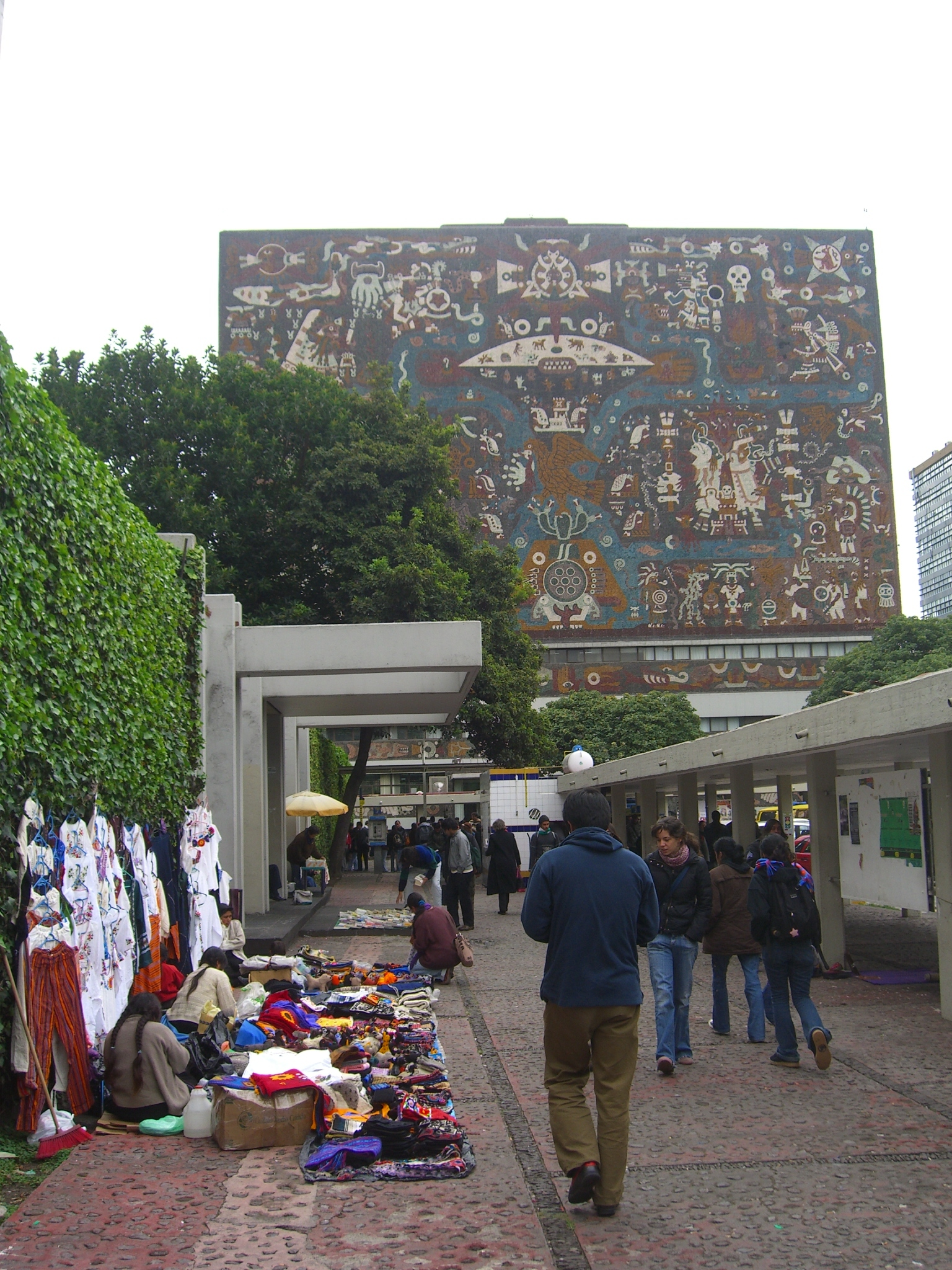

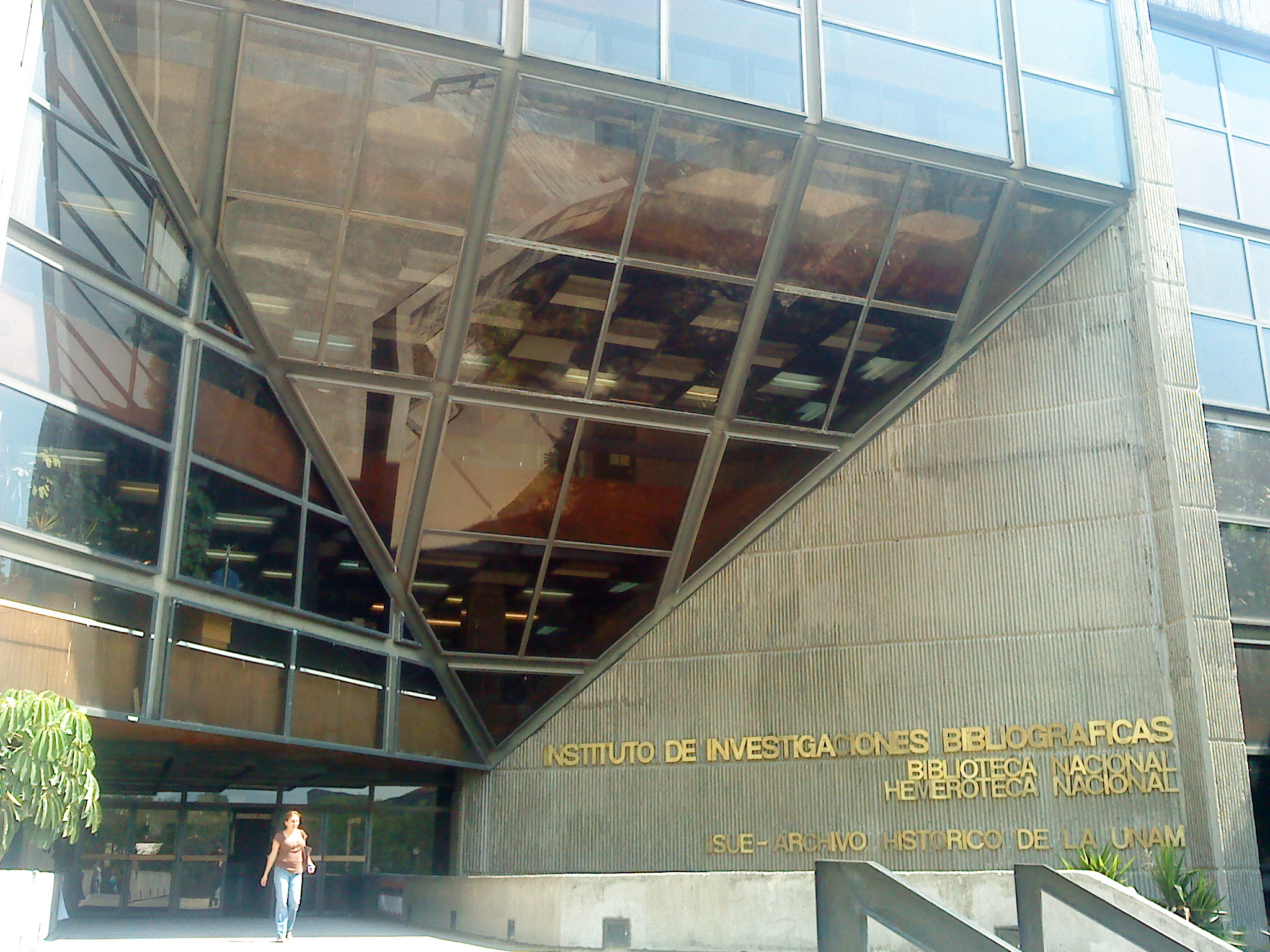
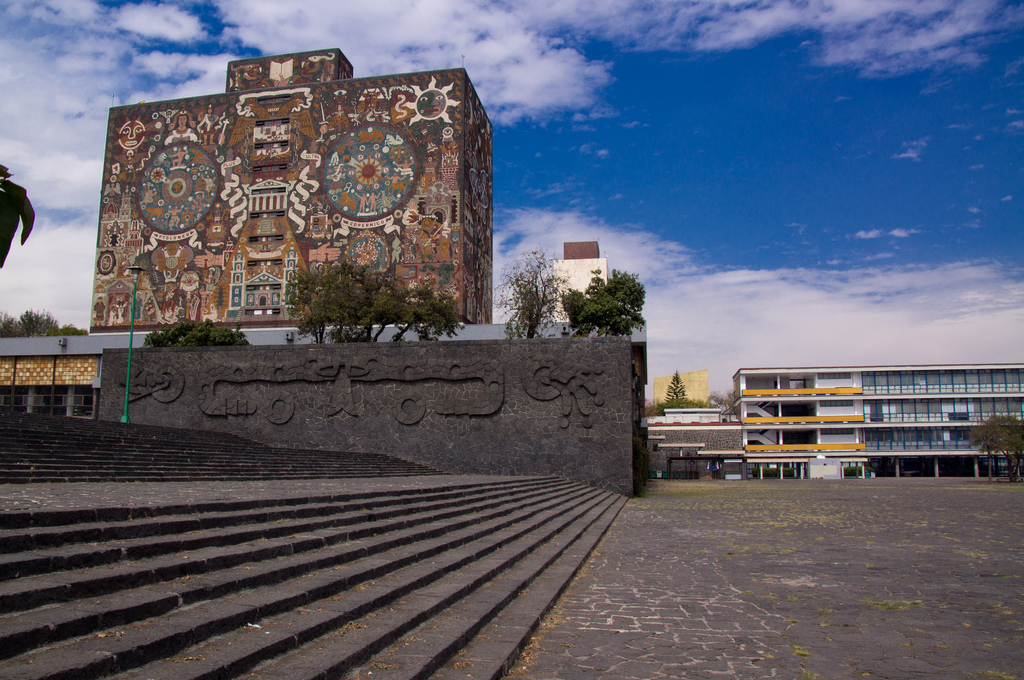
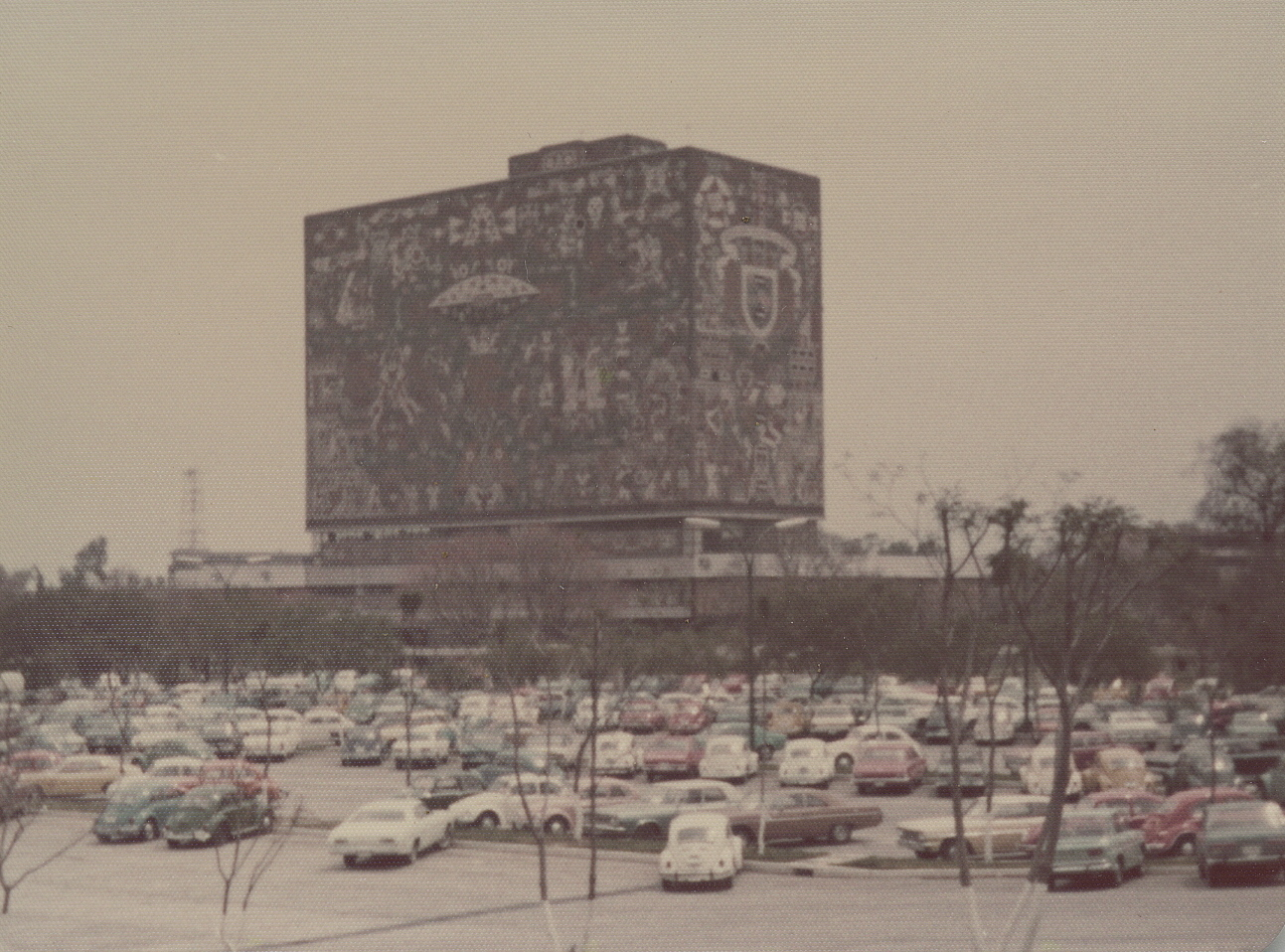
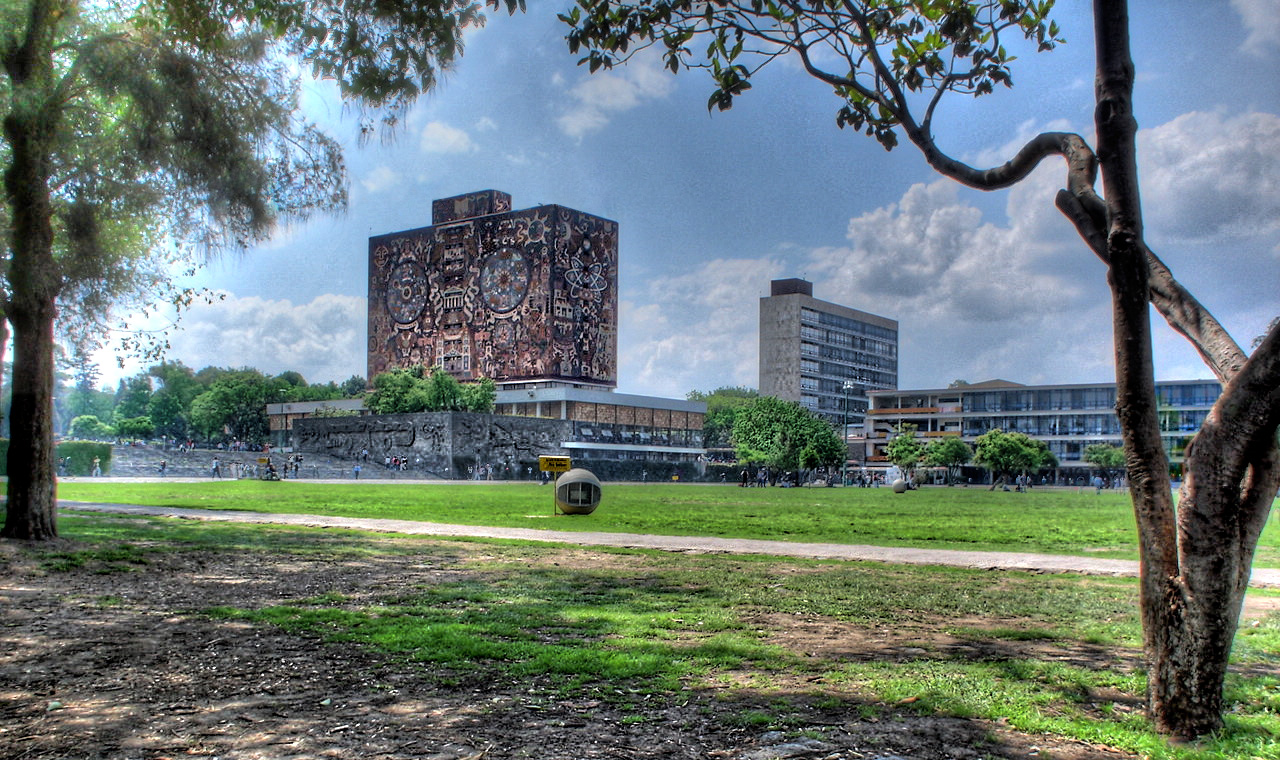

Всі досягнення і всі недоліки політичної, економічної і художньої історії Мексики 20 ст. знайшли свій відбиток в ансамблі Національного університету. До створення концепції і проекту було залучено близько ста митців різних галузей, різного досвіду і художніх манер (серед запрошених — Дієго Рівера, Хуан О'Горман, Чавес Морадо, Сікейрос, Еппенс та ін..) Бригаду очолив архітектор Каплос Ласо, котрий записав : 
| Будівництво університетського містечка у велетенських масштабах ставило проблему комплексного планування із урахуванням багатьох важливих складових : фізичних, психологічних, політичних, адміністративних. Було поставлене завдання побудови міського центру, практично, справжнього нового міста із усіма його різними якостями, призначеного для конгломерату мешканців, чия головна мета — це отримання університетської освіти [9]. |
Тривали дискусії, але все надто авангардне і індивідуалістичне відхиляли заради практичності. Ансамбль університетського містечка вибудували на плато Педрегаль де Сан-Ангель, котре відкрито на столицю лише однім боком, три інші — облямовані застиглими вулканічними скелями. Археологи знайшли там залишки колишнього індіанського міста Куікуілко, котре загинуло від виверження вулкану, як і колись Помпеї в Італії. Плато вважали непринадним ні для сільського господарства, ні для забудови.
Але так не думала бригада, котру очолив Каплос Ласо. Вони включили природні особливості місцевості в архітектурний ансамбль. Генеральний план створили Е. дель Морал та Пані. Територію університетського містечка в сімсот тридцять (730) гектарів розгалужили на чотири головні зони —
- навчальну
- житлову
- спортивну зі стадіоном
- зону відпочинку і суспільних споруд.

Всі вони вибудовані на різних рівнях і практично нанизані на Панамериканску автостраду, що перетинає містечко. Будівничі попіклувались про створення газонів і парків, котрі вкрили всю вільну від забудови територію.
Насичені теракотово-червоні і синьо-сірі кольори вулканічних каменів головують в колористичних гамах містечка. А місцевий вулканічний камінь був використаний і як головний і дешевий будівельний матеріал, і для облицювання. Залізобетонні конструкції, скло, сталь, ландшафтна архітектура доповнені природним кам'яним облицюванням та величезними мозаїками.
Але сучасна архітектура університетського містечка і його парки різко контрастують із хаотичною, капіталістичною забудовою Мехіко та його велетенськими нетрями на околицях багатомільйонного міста. Всі переваги університетської освіти доступні лише багатіям, сама освіта в університеті надто дорого коштує для більшості мексиканців, де майже половина мешканців — залишається неписьменною. Національний університет Мехіко — маленькій острівець благоустрою в морі бідноти і безперспективності.

## Особливості муралізму і окремі його митці

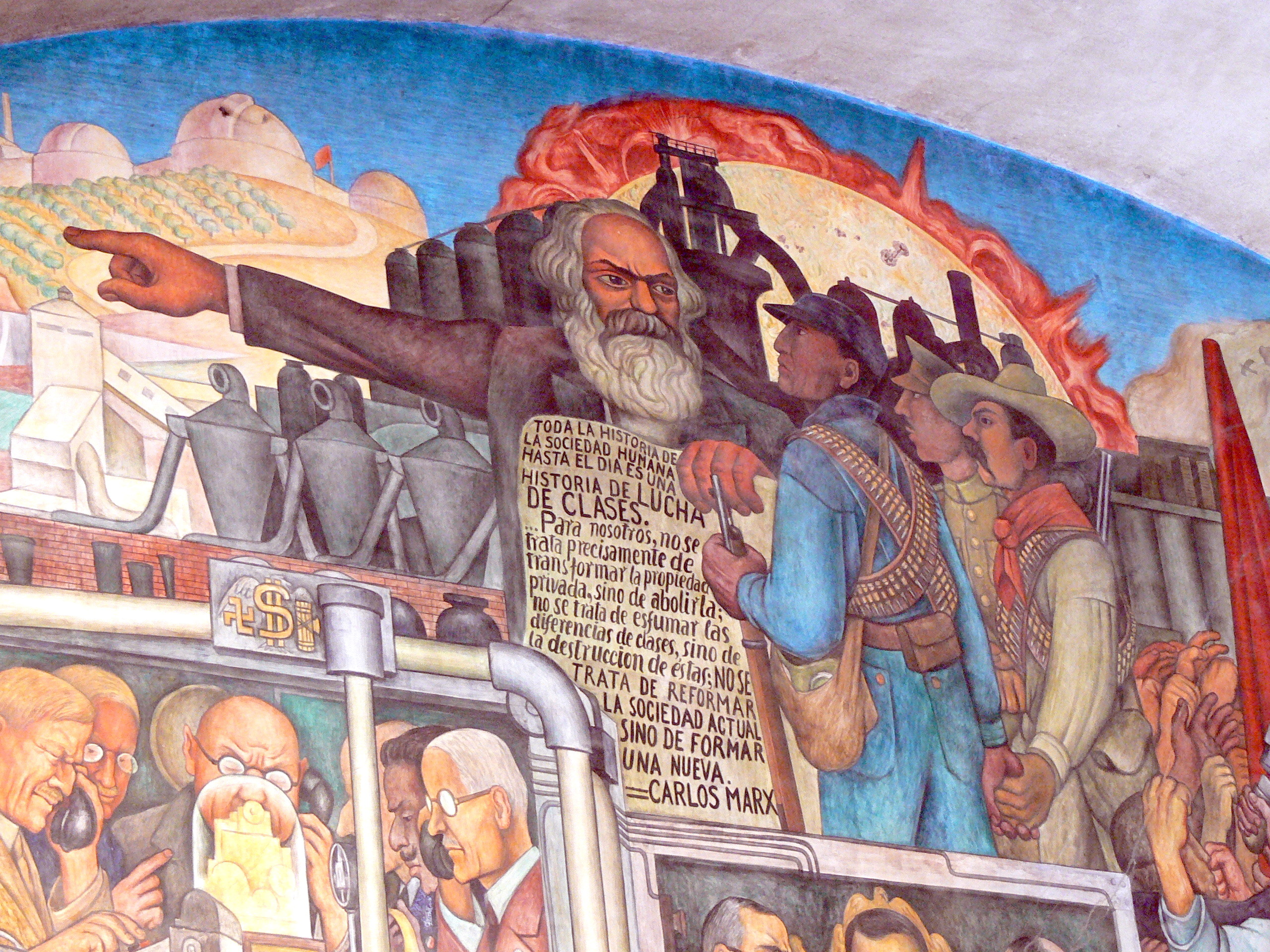
Діего Рівера. Фрагмент стінопису з портретом К. Маркса.

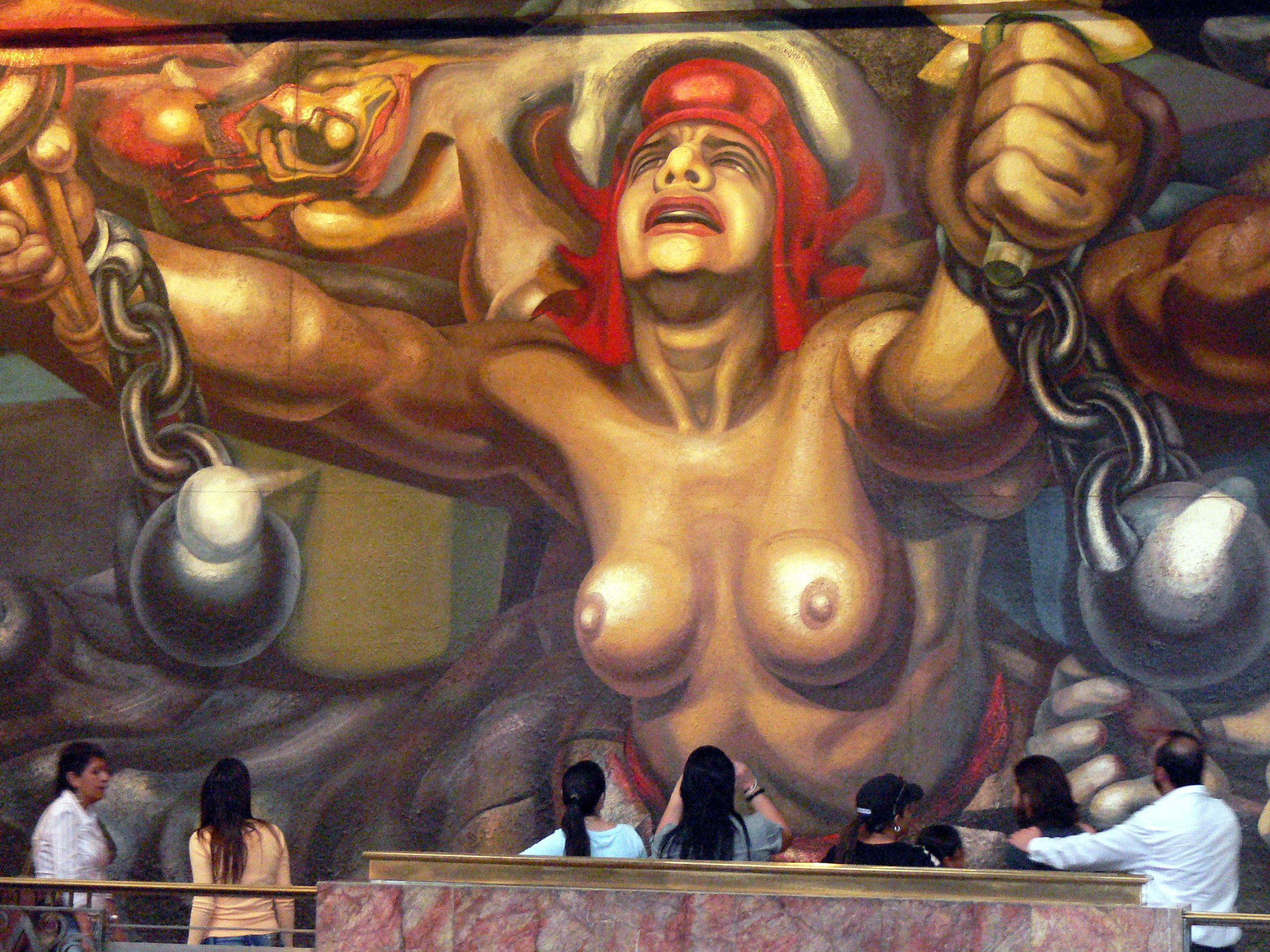
Д. А. Сікейрос. «Нова демократія», 1945 р., Палац красних мистецтв, Мехіко.

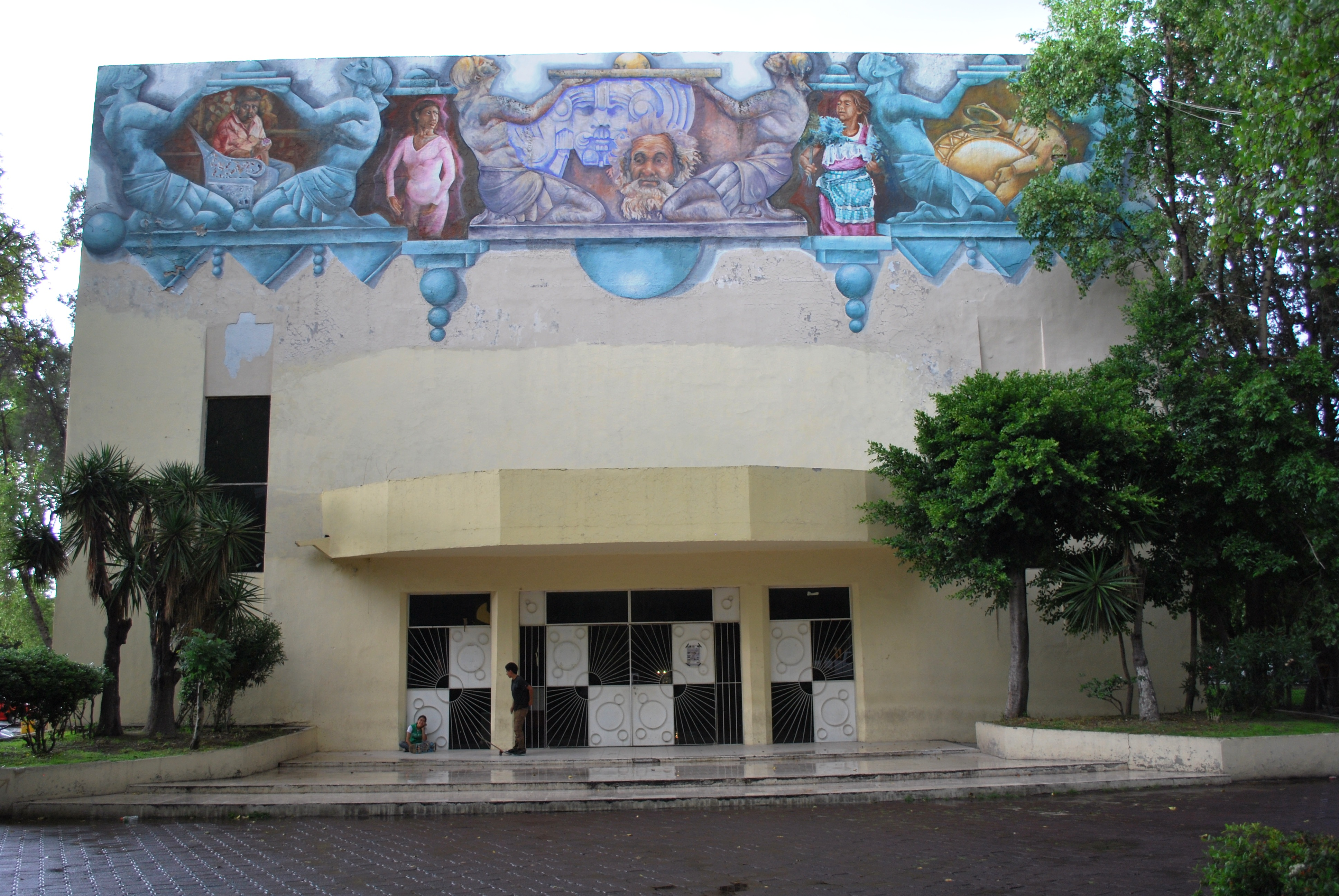
Стінопис на фасаді споруди Парк Венустіано Карранса, Мехіко.

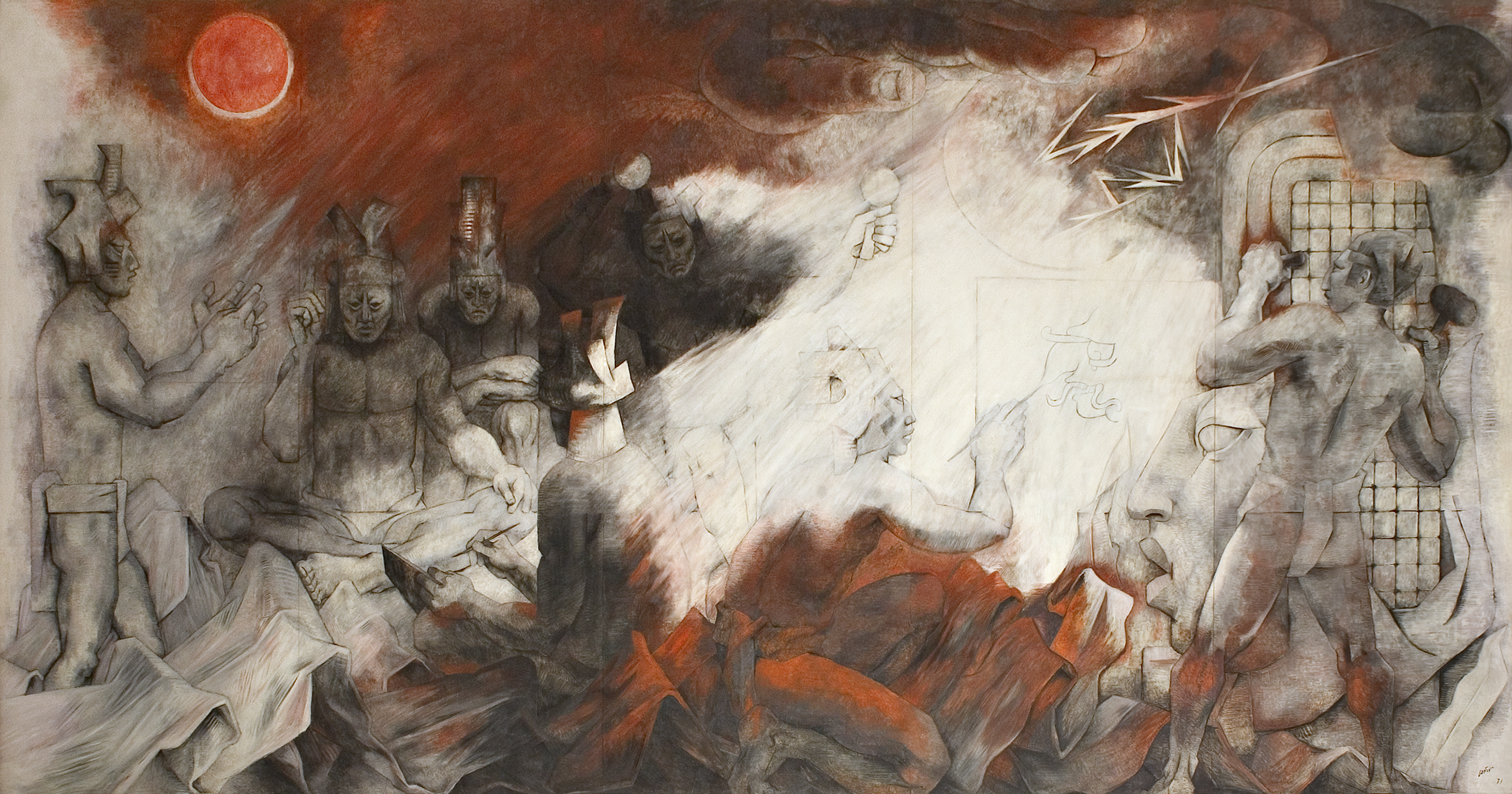
Фернандо Кастро Пачеко, «Пополь Вух. Схід Юкатана».

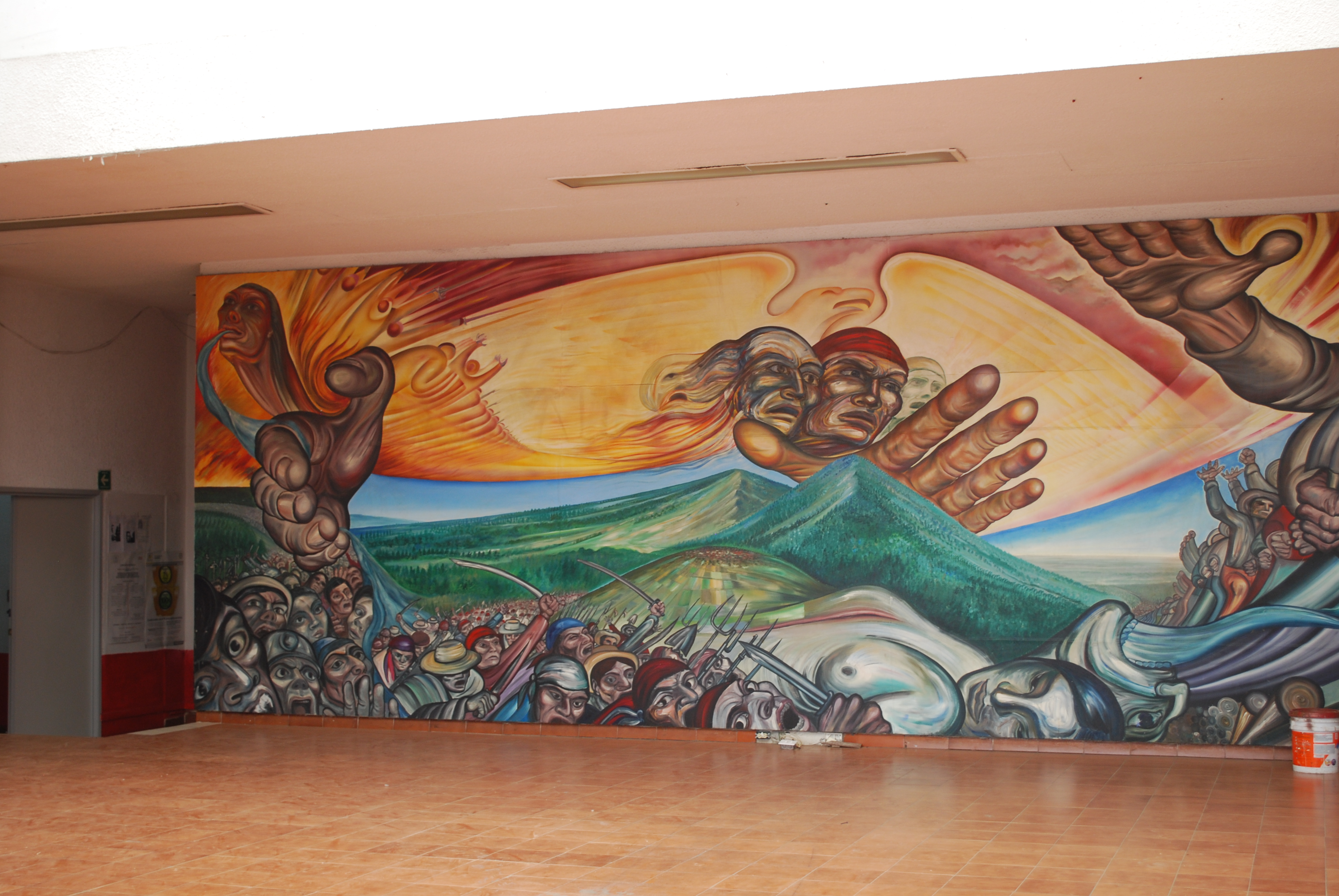
Стінопис культурного центру Гвахімальпа, Мехіко.

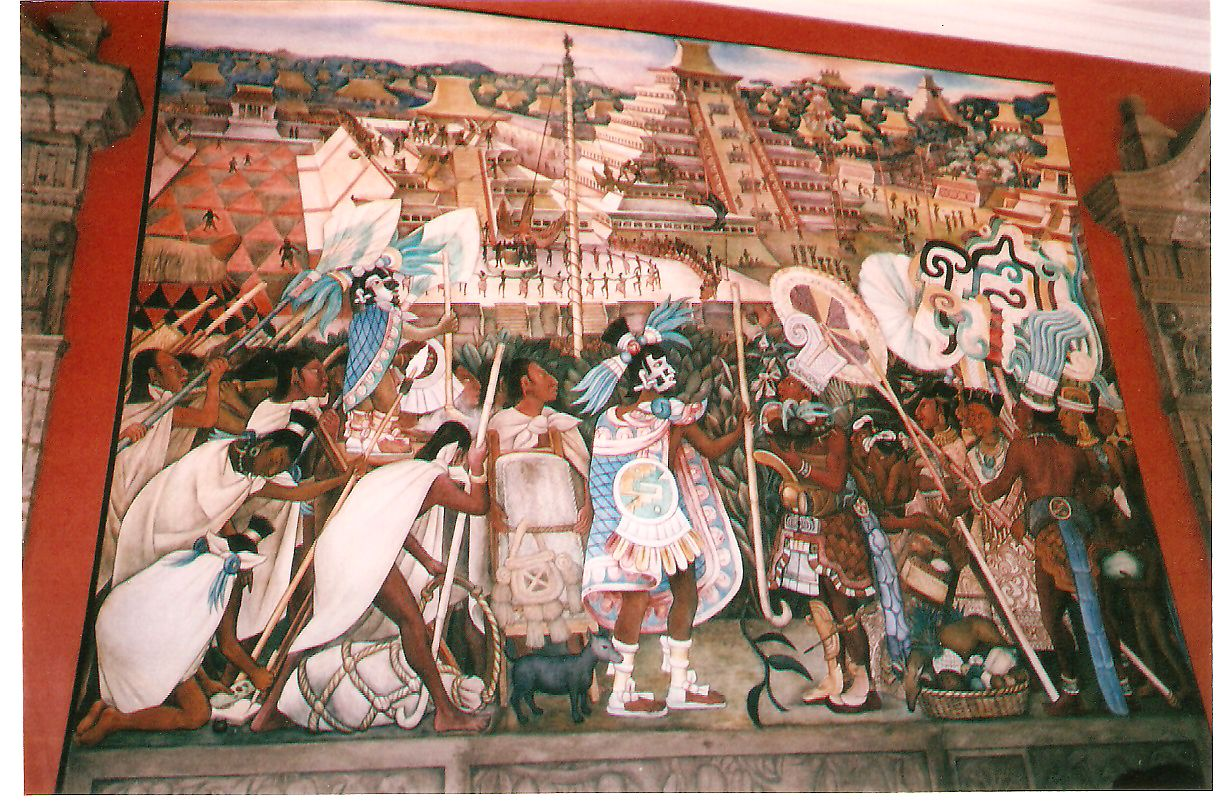
Діего Рівера. Фреска в Національному палаці, Мехіко.

Насильницькі обірваний завойовниками-іспанцями розвиток мистецтва народів Месоамерики не знав розподілу на жанри, не знав розвиненого портрету чи перспективи і психології, які вже мала західноєвропейська мистецька культура. Індіанське мистецтво — перш за все мистецтво сакральне, символічне і піктографічне, з розвиненою складністю образів і декоративністю, котра лише зовнішньо нагадувала стилістику бароко іберійського чи португальського зразка. Свій внесок у монументальний живопис країни колоніального періоду вніс і провінційний академізм католицьких митців, практично відірваний від національних реалій.
Мексиканский монументальний живопис активно звернувся до образів символічного і піктографічного мистецтва індіанців, запозичивши як всі його переваги, так і недоліки. Образна мова мексиканського монументального живопису набула грубуватості, значних узагальнень, символічності і надзвичайної пристрасності та експресії.
Але цього вистачило, щоби стати підґрунтям для створення національного мистецтва як Мексики в 20 ст. на новому етапі його розвитку, так і національного мистецтва в інших країнах Латинської Америки.
Кожний із митців мексиканського монументального живопису мав власну еволюцію і індивідуальну художню манеру. Стосувалось це і трьох уславлених постатей початкового періоду, це — Дієго Рівера, Хосе Клементе Ороско, Давид Альфаро Сікейрос. Навіть вони некритично сприймали настанови і образну систему індіанського мистецтва, поверхнево переносили у власні твори їх ускладненість та жорстокість старовинних уявлень про реальність.
Так, первісні врівноважені, (майже класичні), композиції Дієго Рівера ще враховували уроки його знайомства із фресками західноєвропейських митців-попередників, адже він віддав чотирнадцять років вивченню західноєвропейського мистецтва під час перебування в Європі. Обставини склались так, що Рівера не брав участі в революційних подіях на батьківщині. Він прибув у Мексику практично 35-річним майстром із західноєвропейським досвідом станковіста. Тогочасний художній Париж захоплювався спадком Сезанна, кубізмом і тим, що стане паризькою школою. Віддав данину кубізму і Рівера. Але невдоволення лише пошуками в формі і в колориті (якими так бавились Пікассо, Модільяні, Міро, Наталя Гончарова) стимулювали шляхи виходу з цієї ситуації. Він згадував: 
| Був потрібен новий різновид мистецтва, котрий би не звертався тільки до кольору та форми, а впливав і через активний і змістовний сюжет. Нове мистецтво буде не для музею чи картинної галереї, а спорудою, котру будуть відвідувати щоденно — пошта, школа, театр, вокзал, офіційні споруди. І логічно, і теоретично я прийшов до ідеї монументального живопису [13]. |
На той період і самому Дієго Рівері, і багатьом митцям руху муралізм, стало не до формалістичних пошуків паризької школи. Серед них і Давид Альфаро Сікейрос, котрий три роки перебував в Європі і знав на власному досвіді художню практику європейського мистецтва. В лекціях, котрі він читатиме студентам в Мехіко, він зазначав : 
| Чим практично могли нам допомогти настанови кубізму, фовізму, дадаїзму ? Так, вони розширили наш обрій, подали нам якийсь досвід і знання. Однак ніякої конкретної користі для створення політично скерованого мистецтва ми із цього отримати не могли. Адже ми прагнули, щоби наше мистецтво було суто демократичним в самому повному розумінні цього терміну [14]. |
З іншими митцями було складніше. Адже мистецтво Мексики не мало в минулому власного відродження, якісних здобутків реалізму 16-17 століть, а мистецтво індіанців так і не прийшло до антропоцентризму стародавніх греків і римлян, яке і сформувало головні риси західноєвропейських національних культур. Настав і час, коли сама художня практика в Мексиці довела, що далеко не всі і навіть не третина митців, хто на хвилі ентузіазму запально хапався за створення стінописів, мали здібності до монументального мистецтва і мали право там працювати. Їх місце було лише серед помічників чи ремісників в інших галузях. В стінописах після 1960-х переважали формальні пошуки, які первісно заперечувались Ріверою чи Сікейросом, пустопорожній декоративізм чи абстракції.
Через десятиліття виснажливої праці і долання шаленого спротиву реакціонерів до митців Мексики прийшли втома і розчарування в наслідках мексиканської революції, котра не виконала власних обіцянок. Діего Рівера замкнувся в індіанських стилізаціях, Ороско прийшов до переускладнень, Сікейрос — в пізніх творах поринув в динамізм заради самого динамізму і в безнадійний песимізм.

## Доля революційних фресок в Мексиці

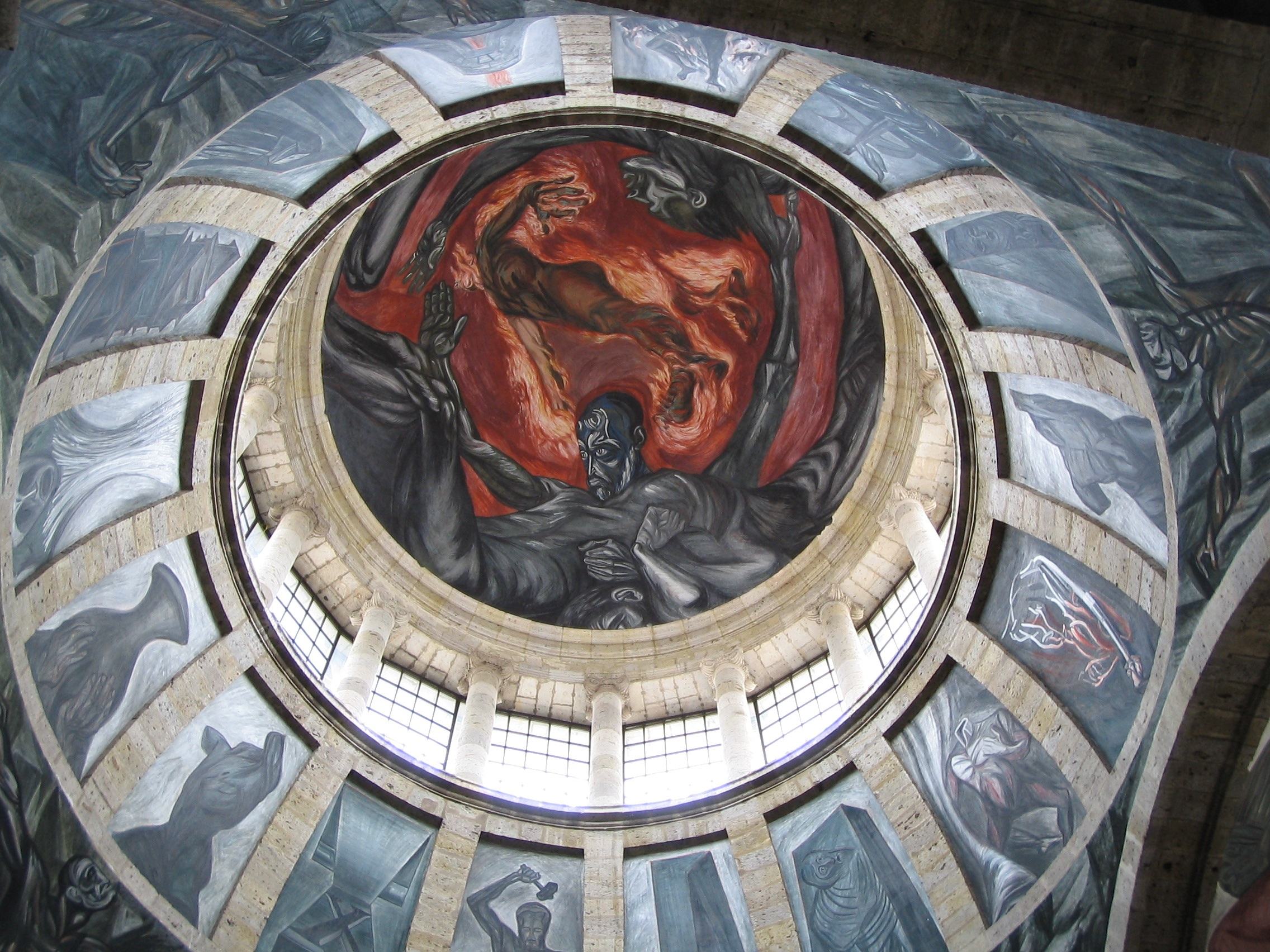
Частина фресок прихистку Кабаньяс, 1938-1939 рр., Гвадалахара, Халіско, Мексика

По різному склалась доля фресок революційної тематики в Мексиці. На стан ранніх, найбільш радикальних творів згубно сказались незнання технологій і відсутність художнього досвіду у перших муралістів. Ображений на нищівну критику власних первісних фресок з боку членів Синдиката революційних художників — Ороско в запалі протесту і гніву сам поздирав їх зі стін. Згодом їх замінили фрески «Окоп», «Поруйнований старий світ», але первісні фрески зникли. Була знищена і більша частина оригінальних малюнків серії «Мексика в революції». Проти низки художників муралістів була розпочата кампанія цькування і зниження їх авторитету всіма засобами. Якщо творчий доробок Дієго Рівери визнавали дійсним і важливим, творчість Ороско і Сікейроса оголосили пропагандою, а відтак їх фрески — маловартісними. Особливої шкоди фрескам цих митців надали діячі католицьких організацій і консервативного студентства. Прямо в стіни з фресками в Національній підготовчій школі вони вбивали цвяхи, на які вивішували транспаранти на підтримку католицизму і власних релігійних організацій. Нижні частини фресок були значно пошкоджені вульгарними написами і малюнками вандалів. Фрески були реставровані наприкінці 1950-х, але їх сучасний стан незадовільний.
Відтак частка творів Ороско в інших містах і приміщеннях віддана під охорону ЮНЕСКО (фрески прихистку Кабаньяс, 1938-1939 рр., Гвадалахара, Халіско, Мексика).
Хуан О'Горман (1905—1982), архітектор і художник, створив 1937 р. три фрески в Центральному аеропорті міста Мехіко. Всі вони — знищені через антифашистське спрямування сюжетів.